# Code Age Commanders: Tsugu Mono Tsuga Reru Mono
Code Age Commanders: Tsugu Mono Tsuga Reru Mono (コード・エイジ コマンダーズ ～継ぐ者 継がれる者～) est un jeu vidéo de type action-RPG développé par Square Enix Product Development Division 2 et édité par Square Enix, sorti en 2005 sur PlayStation 2.

## Accueil
- Famitsu : 32/40[1]